# Agrotis ranavalo
Agrotis ranavalo là một loài bướm đêm trong họ Noctuidae.